# Naja pallida
La cobra escupidora roja (Naja pallida) es una especie de serpiente de la familia Elapidae.

## Hallazgo y distribución
La serpiente fue descrita por primera vez por el naturalista belga-británico, Boulenger, en el año 1896, y se puede encontrar en los siguientes países del continente africano: Yibuti, Etiopía, Kenia, Somalia, Tanzania.

## Hábitat y características
Se trata de una especie de serpiente venenosa y de comportamiento agresivo que hábita la sabana árida y zonas semi-desérticas; es una cobra relativamente pequeña pues mide de 75 a 120 centímetros, es de color rojo, marrón, naranja y rosado con una banda negra.